# Julian Zwieriew
Julian Lwowicz Zwieriew (ros. Юлиан Львович Зверев, ur. 9 czerwca?/21 czerwca 1895 w Petersburgu, zm. 7 września 1938) – funkcjonariusz radzieckich służb specjalnych, starszy major bezpieczeństwa państwowego, ludowy komisarz spraw wewnętrznych Turkmeńskiej SRR (1934–1937).

## Życiorys
Syn ślusarza, 1912–1917 członek partii eserowskiej, 1914 skończył seminarium nauczycielskie, od grudnia 1914 do maja 1917 służył w rosyjskiej armii, od grudnia 1917 członek SDPRR(b). Od grudnia 1917 do marca 1918 przewodniczący komisji śledczej 5 Armii w Dwinsku (Dyneburgu), od marca do czerwca 1918 dowódca 1 sotni peterhofskiego pułku konnego, od lipca 1918 do maja 1919 komendant ochrony rewolucyjnej i szef milicji rejonu piotrogrodzkiego, od maja 1919 do lutego 1920 dowódca piotrogrodzkiego konnego oddziału partyzanckiego, od lutego do czerwca 1920 pełnomocnik specjalny oddziałów partyzanckich sztabu Kijowskiego Okręgu Wojskowego, potem dowódca samodzielnej brygady kawaleryjskiej Służby Wewnętrznej w Połtawie. Pomocnik szefa Sekcji Tajno-Operacyjnej Wydziału Specjalnego Frontu Południowego i Frontu Południowo-Zachodniego, od stycznia do maja 1921 szef oddziału Wydziału Specjalnego Charkowskiego Okręgu Wojskowego, od czerwca do listopada 1921 sekretarz specjalnego pełnomocnika Czeki na Zakaukaziu, od listopada 1921 do maja 1922 szef oddziału Wydziału Specjalnego Frontu Turkiestańskiego, w lipcu 1922 pomocnik szefa Oddziału 1 Wydziału Wschodniego GPU w Moskwie, od sierpnia 1922 do marca 1923 szef pogranicznego Wydziału Specjalnego w Soczi, od marca do września 1923 pomocnik szefa Wydziału Specjalnego Floty Czarnomorskiej. Od października 1923 do maja 1926 szef Wydziału Specjalnego Azerbejdżańskiej Czeki, od 24 maja do 10 grudnia 1926 p.o. pomocnika szefa Wydziału Specjalnego OGPU Północnokaukaskiego Okręgu Wojskowego, od 10 grudnia 1926 do 15 czerwca 1927 pomocnik szefa Wydziału Ekonomicznego Pełnomocnego Przedstawicielstwa OGPU Kraju Północnokaukaskiego, od 15 czerwca do 11 lipca 1927 p.o. szefa tego wydziału, od 26 stycznia do 2 października 1928 ponownie pomocnik szefa tego wydziału. Od 2 października 1928 do 14 stycznia 1929 pomocnik szefa Zarządu Ochrony Pogranicznej i Wojsk GPU PP OGPU Kraju Północnokaukaskiego ds. operacyjnych, od 14 marca 1929 pomocnik szefa, następnie do 22 grudnia 1932 szef Wydziału Ekonomicznego PP OGPU Kraju Północnokaukaskiego. Od 22 grudnia 1932 do 21 maja 1934 szef Wydziału Ekonomicznego PP OGPU Leningradzkiego Okręgu Wojskowego, od 21 maja do 10 lipca 1934 przewodniczący GPU Turkmeńskiej SRR, od 15 lipca 1934 do 20 lipca 1937 ludowy komisarz spraw wewnętrznych Turkmeńskiej SRR, od 29 listopada 1935 w stopniu starszego majora bezpieczeństwa państwowego. Odznaczony Orderem Czerwonego Sztandaru (3 kwietnia 1930) i Odznaką "Honorowy Funkcjonariusz Czeki/GPU (V)" (1929).
21 października 1937 aresztowany, 7 września 1938 skazany na śmierć przez Wojskowe Kolegium Sądu Najwyższego ZSRR i rozstrzelany. 23 stycznia 1958 pośmiertnie zrehabilitowany.